# Patriots.eu
Patriots.eu (prej znana kot Stranka Identitete in demokracije, krajše ID) je evropska politična stranka, ustanovljena leta 2014. Njena politična skupina v Evropskem parlamentu so Domoljubi za Evropo.
Do leta 2019 se je ta stranka imenovala Gibanje za Evropo svobode in demokracije, skupina v evropskem parlamentu pa Evropa svobode in demokracije. Od 2019 do 2024 se je imenovala Stranka Identitete in demokracije ter delovala v skupini Identiteta in demokracija, po volitvah 2024 pa se je slednja pretvorila v skupino Domoljubi za Evropo, zato je tudi pripadajoča stranka dobila novo ime in program.

## Članice
| Država      | Stranka                                                                         | Politična skupina | Politična skupina   | Evroposlanci |
| ----------- | ------------------------------------------------------------------------------- | ----------------- | ------------------- | ------------ |
| Avstrija    | Avstrijska svobodnjaška stranka Freiheitliche Partei Österreichs (FPÖ)          |                   | Domoljubi za Evropo | 6 / 20       |
| Belgija     | Flamski interes Vlaams Belang (VB)                                              |                   | Domoljubi za Evropo | 3 / 22       |
| Češka       | ANO 2011 ANO 2011 (ANO)                                                         |                   | Domoljubi za Evropo | 7 / 21       |
| Estonija    | Estonska konservativna ljudska stranka Eesti Konservatiivne Rahvaerakond (EKRE) |                   | Nobena              | 0 / 7        |
| Francija    | Nacionalni zbor Rassemblement National (RN)                                     |                   | Domoljubi za Evropo | 30 / 81      |
| Grčija      | Glas razuma Φωνή Λογικής (ΦΛ)                                                   |                   | Domoljubi za Evropo | 1 / 21       |
| Italija     | Liga Lega per Salvini Premier (LSP)                                             |                   | Domoljubi za Evropo | 8 / 76       |
| Madžarska   | Fidesz – madžarska državljanska zaveza Fidesz – Magyar Polgári Szövetség        |                   | Domoljubi za Evropo | 10 / 21      |
| Nizozemska  | Stranka za svobodo Partij voor de Vrijheid (PVV)                                |                   | Domoljubi za Evropo | 6 / 31       |
| Portugalska | Dovolj! Chega!                                                                  |                   | Domoljubi za Evropo | 2 / 21       |
| Španija     | Vox                                                                             |                   | Domoljubi za Evropo | 6 / 61       |

## Zastopanost v institucijah Evropske unije
| Organizacija           | Institucija                                       | Zastopanost     |
| ---------------------- | ------------------------------------------------- | --------------- |
| Evropska unija         | Evropski parlament                                | 72 / 720 (10%)  |
| Evropska unija         | Evropska komisija                                 | 0 / 27 (0%)     |
| Evropska unija         | Evropski svet (Heads of Government)               | 1 / 27 (4%)     |
| Evropska unija         | Svet Evropske unije (Participation in Government) |                 |
| Evropska unija         | Evropski odbor regij                              | 0 / 329 (0%)    |
| Svet Evrope (kot del ) | Parlamentarna skupščina                           | 101 / 612 (17%) |

## Vodstvo
Predsednik:
- Gerolf Annemans  (Flamski interes)

Upravni odbor:
- Jordan Bardella  (Nacionalni zbor)
- Marine Le Pen  (Nacionalni zbor)
- Herald Vilimsky  (Avstrijska svobodnjaška stranka)
- Marco Campomenosi  (Liga)